# JChemPaint
JChemPaint ist ein Zeichenprogramm zur Erstellung von chemischen Formeln. Es steht unter der GNU Lesser General Public License und erlaubt so eine Integration in freie wie intern entwickelte Software. Es ist in Java entwickelt und läuft daher plattformunabhängig. Es gibt einen Editor als selbstständige Applikation und eine Variante als Java-Applet, die in Websites eingebunden werden kann. Als Dateiformat wird Chemical Markup Language und MDL-Molfiles unterstützt. Anhand der CAS-Nummer kann automatisch eine Strukturformel im Dictionary of Organic Chemistry nachgeschlagen werden. Es ist Teil der Blue-Obelisk-Bewegung. Das Projekt wurde im Arch User Repository aufgenommen. Es erlaubt auch die räumliche Geometrie eines Moleküls gemäß des VSEPR-Modells hervorzuheben.